# Canonnière à moteur Fairmile type C
La canonnière à moteur Fairmile type C était un type de canonnière à moteur (Motor Gun Boat, MGB en abrégé) conçu par Norman Hart, de Fairmile Marine. De conception intermédiaire, vingt-quatre bateaux ont été construits pour la Royal Navy en 1941, recevant les désignations MGB 312 à 335.

## Conception
Le Fairmile type C était une réutilisation de la forme de coque de la chaloupe à moteur Fairmile type A, mais il incorporait les leçons apprises du type A en termes de maniabilité et de disposition du pont.

## Service
Les bateaux de la classe ont été principalement impliqués dans des missions d’escorte rapprochée  de convois sur la côte est de l’Angleterre, et certains bateaux ont été engagés dans des opérations clandestines. Le MGB 314 a pris part à l’opération Chariot, le raid audacieux sur la cale sèche de Saint-Nazaire qui était la seule installation, sur toute la Côte atlantique française occupée par l'Allemagne, capable d’accueillir les cuirassés de classe Bismarck.
Cinq des vingt-quatre bateaux construits ont été perdus en action contre l’ennemi. Seuls deux survivent à ce jour, l’un à Hayling Island et l’autre à Bembridge Harbour, sur l’île de Wight, bien qu’ils soient maintenant désarmés et devaient être démantelés en 2018. Un troisième a survécu à Shoreham-by-Sea jusqu’en 2002.

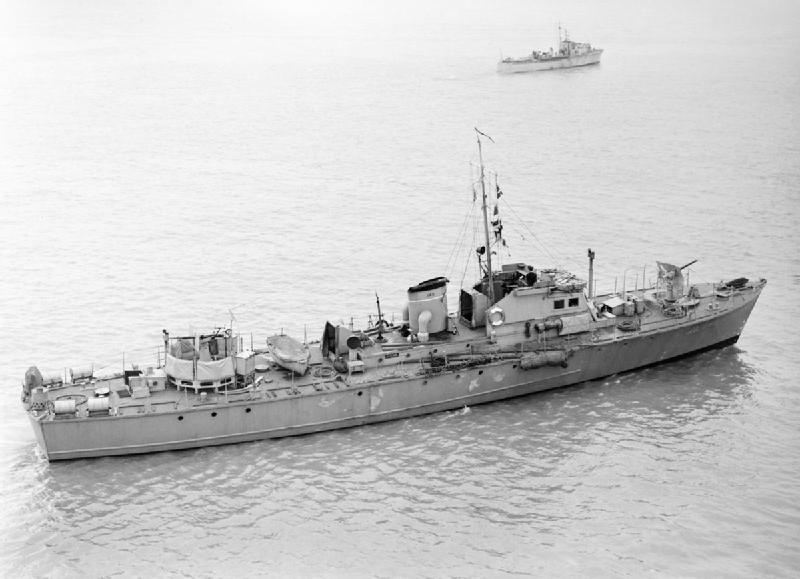
Le MGB 061
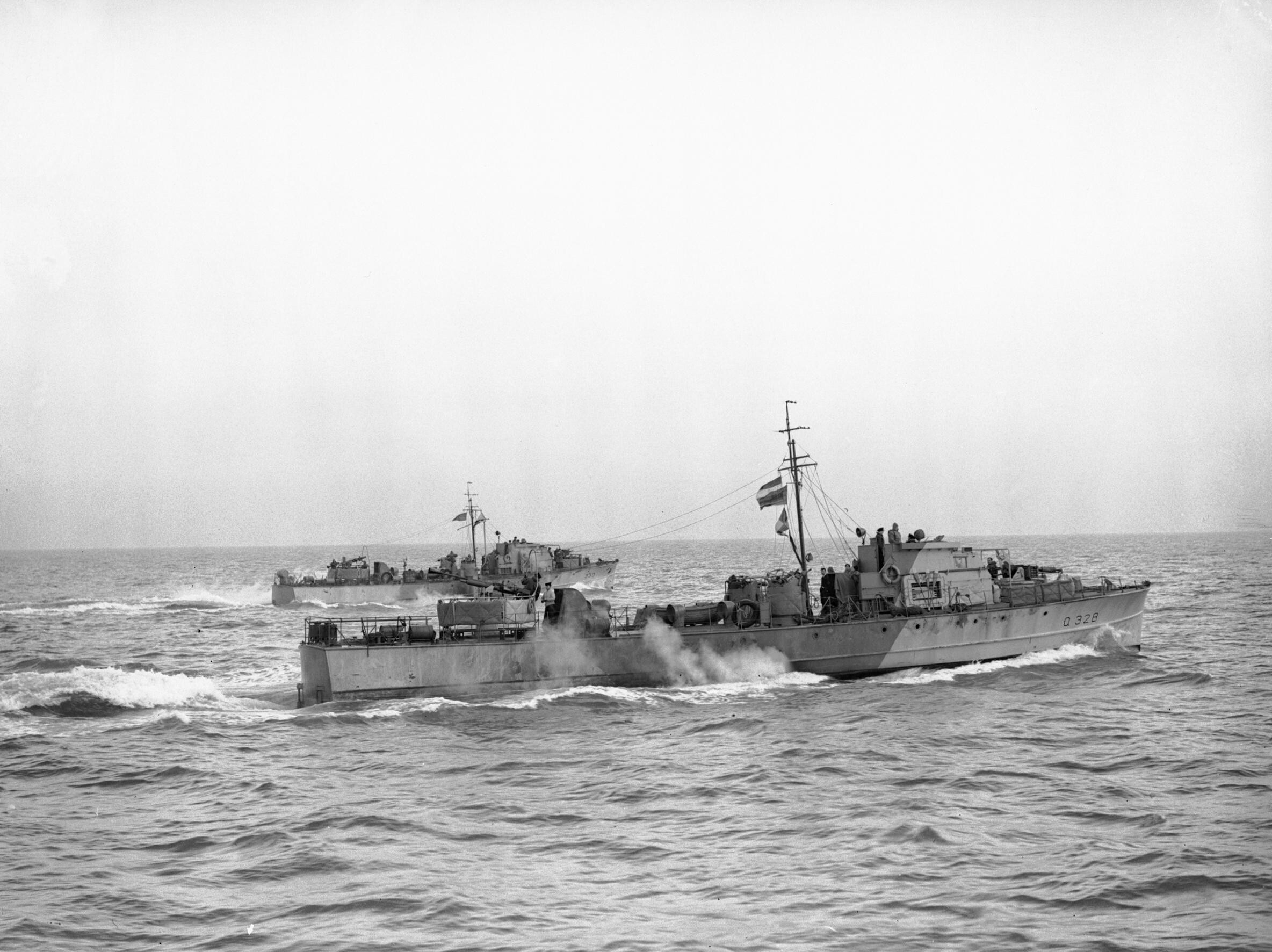
Le MGB 328 (le plus proche de la camera) et le MGB 330 au large de la côte près de Douvres
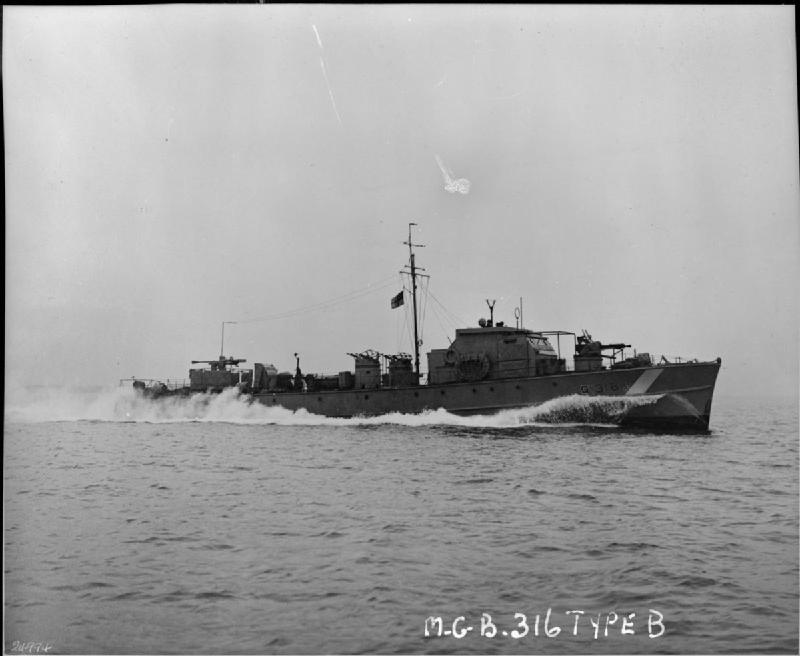
Le MGB 316 à pleine vitesse
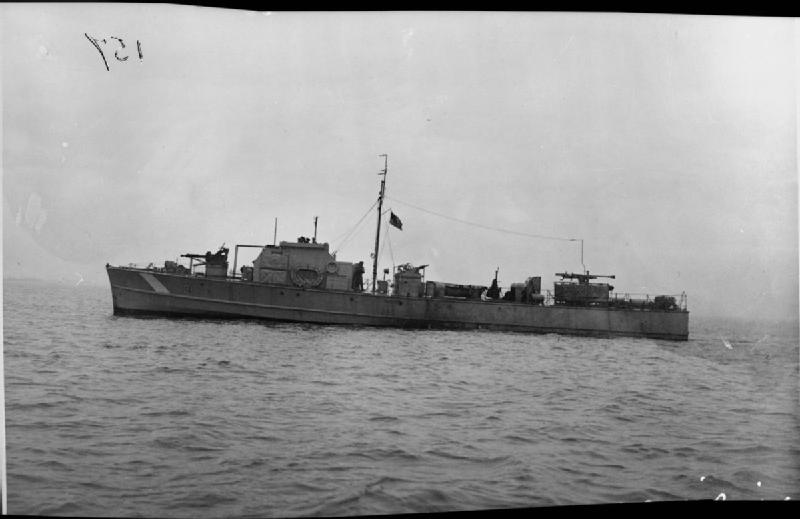
Le MGB 316 au repos